# Marian Zalewski
Marian Zalewski (ur. 17 sierpnia 1958  w Bargłowie Kościelnym) – polski polityk, w latach 2008–2011 podsekretarz stanu w Ministerstwa Rolnictwa i Rozwoju Wsi.

## Życiorys
W 1984 ukończył studia prawnicze na Wydziale Prawa i Administracji Uniwersytetu Warszawskiego. W 1991 uzyskał stopień doktora nauk humanistycznych.
Od połowy lat 80. należał do Zjednoczonego Stronnictwa Ludowego, następnie został członkiem Polskiego Stronnictwa Ludowego.
W 1994 był głównym specjalistą w gabinecie ministra rolnictwa i gospodarki żywnościowej. W latach 1991–1994 pełnił funkcję dyrektora biura Naczelnego Komitetu Wykonawczego PSL, pracował też w tym czasie jako naczelnik Wydziału Kredytów w Banku Rozwoju Rolnictwa S.A. w Suwałkach. Od 1994 do 1996 był doradcą Prezesa Rady Ministrów, a następnie Wiceprezesa Rady Ministrów. Następnie zajmował stanowiska członka i wiceprzewodniczącego rady nadzorczej oraz członka zarządu Telewizji Polskiej.
Przez rok pełnił funkcję głównego specjalisty w Urzędzie Marszałkowskim w Warszawie. W latach 2002–2005 był kierownikiem Zespołu Informacji i Marketingu, później ekspertem i redaktorem naczelnym czasopisma NFOŚiGW „Nasze Środowisko”. Redagował także miesięcznik ZG Związku Ochotniczych Straży Pożarnych Rzeczypospolitej Polskiej „Strażak”.
11 stycznia 2008 został powołany na stanowisko podsekretarza stanu w Ministerstwa Rolnictwa i Rozwoju Wsi. Odwołano go z tej funkcji 5 maja 2011 w związku z powołaniem w skład zarządu Telewizji Polskiej.
Jest żonaty, ma dwoje dzieci.